# Канатная дорога Санторини
Канатная дорога Санторини (англ. Santorini cable car) — пассажирская канатная дорога, которая соединяет порт и город Тира на острове Санторини (Греция). Спонсором строительства выступил фонд «Loula & Evangelos Nomikos Foundation», который принадлежал судовладельцу Эвангелосу Номикосу.
Канатная дорога построена австрийско-швейцарской компанией Doppelmayr Garaventa и рассчитана на перевозку 1200 пассажиров в час, а время поездки составляет 3 мин.